# Сан-Пера-да-Біламажо
Сан-Пе́ра-да-Біламажо́ (кат. Sant Pere de Vilamajor) — муніципалітет, розташований в Автономній області Каталонія, в Іспанії. Код муніципалітету за номенклатурою Інституту статистики Каталонії — 82346. Знаходиться у районі (кумарці) Бальєс-Уріантал (коди району — 41 та VR) провінції Барселона, згідно з новою адміністративною реформою перебуватиме у складі Баґарії (округи) Барселона.

## Населення
Населення міста (у 2007 р.) становить 3728 осіб (з них менше 14 років — 19,5 %, від 15 до 64 — 68,4 %, понад 65 років — 12,1 %). У 2006 р. народжуваність склала 50 осіб, смертність — 18 осіб, зареєстровано 18 шлюбів. У 2001 р. активне населення становило 1455 осіб, з них безробітних — 142 особи.

Серед осіб, які проживали на території міста у 2001 р., 2168 народилися в Каталонії (з них 688 осіб у тому самому районі, або кумарці), 546 осіб приїхало з інших областей Іспанії, а 95 осіб приїхало з-за кордону. 

Університетську освіту має 13,1 % усього населення. 

У 2001 р. нараховувалося 1006 домогосподарств (з них 19,1 % складалися з однієї особи, 28,7 % з двох осіб, 23,4 % з 3 осіб, 18,3 % з 4 осіб, 6,4 % з 5 осіб, 2,6 % з 6 осіб, 0,9 % з 7 осіб, 0,4 % з 8 осіб і 0,3 % з 9 і більше осіб).

Активне населення міста у 2001 р. працювало у таких сферах діяльності: у сільському господарстві — 2,6 %, у промисловості — 29,4 %, на будівництві — 10,9 %, у сфері обслуговування — 57,1 %. 

 У муніципалітеті або у власному районі (кумарці) працює 864 особи, поза районом — 895 осіб.

### Безробіття
У 2007 р. нараховувався 141 безробітний (у 2006 р. — 134 безробітних), з них чоловіки становили 46,8 %, а жінки — 53,2 %.

## Економіка

### Підприємства міста

#### Промислові підприємства
| \| Промислові підприємства міста, за сферою діяльності \| Промислові підприємства міста, за сферою діяльності \| Промислові підприємства міста, за сферою діяльності \| \| Рік \| 2002 р. \| 2001 р. \| \| --------------------------------------------------- \| --------------------------------------------------- \| --------------------------------------------------- \| \| Енергетичні та водні ресурси \| 1,8 % \| 1,9 % \| \| Хімія та метали \| 10 % \| 10 % \| \| Переробка металів \| 42 % \| 41,6 % \| \| Продукти харчування \| 5,6 % \| 5,6 % \| \| Текстиль \| 9,4 % \| 9,9 % \| \| Виробництво меблів, видання \| 20,9 % \| 20,8 % \| \| Інше \| 10,2 % \| 10,2 % \| \| Усього підприємств \| 4 256 \| 4 237 \| |         |         |
| Промислові підприємства міста, за сферою діяльності |         |         |
| Рік | 2002 р. | 2001 р. |
| Енергетичні та водні ресурси | 1,8 %   | 1,9 %   |
| Хімія та метали | 10 %    | 10 %    |
| Переробка металів | 42 %    | 41,6 %  |
| Продукти харчування | 5,6 %   | 5,6 %   |
| Текстиль | 9,4 %   | 9,9 %   |
| Виробництво меблів, видання | 20,9 %  | 20,8 %  |
| Інше | 10,2 %  | 10,2 %  |
| Усього підприємств | 4 256   | 4 237   |

#### Роздрібна торгівля
| \| Підприємства роздрібної торгівлі міста, за сферою діяльності \| Підприємства роздрібної торгівлі міста, за сферою діяльності \| Підприємства роздрібної торгівлі міста, за сферою діяльності \| \| Рік \| 2002 р. \| 2001 р. \| \| ------------------------------------------------------------ \| ------------------------------------------------------------ \| ------------------------------------------------------------ \| \| Продукти харчування \| 31,2 % \| 31,8 % \| \| Одяг та взуття \| 18 % \| 17,8 % \| \| Товари для дому \| 15 % \| 14,9 % \| \| Книги та періодичні видання \| 3,2 % \| 3,3 % \| \| Промислова хімічна продукція \| 7,7 % \| 7,8 % \| \| Продукція, пов'язана з транспортними засобами \| 4,4 % \| 4,3 % \| \| Інше \| 20,6 % \| 20,2 % \| \| Усього підприємств \| 5 336 \| 5 260 \| |         |         |
| Підприємства роздрібної торгівлі міста, за сферою діяльності |         |         |
| Рік | 2002 р. | 2001 р. |
| Продукти харчування | 31,2 %  | 31,8 %  |
| Одяг та взуття | 18 %    | 17,8 %  |
| Товари для дому | 15 %    | 14,9 %  |
| Книги та періодичні видання | 3,2 %   | 3,3 %   |
| Промислова хімічна продукція | 7,7 %   | 7,8 %   |
| Продукція, пов'язана з транспортними засобами | 4,4 %   | 4,3 %   |
| Інше | 20,6 %  | 20,2 %  |
| Усього підприємств | 5 336   | 5 260   |

#### Сфера послуг
| \| Підприємства міста, що працюють у сфері послуг, за діяльністю \| Підприємства міста, що працюють у сфері послуг, за діяльністю \| Підприємства міста, що працюють у сфері послуг, за діяльністю \| \| Рік \| 2002 р. \| 2001 р. \| \| ------------------------------------------------------------- \| ------------------------------------------------------------- \| ------------------------------------------------------------- \| \| Гуртова торгівля \| 14,4 % \| 14,6 % \| \| Готелі та готельний бізнес \| 15,2 % \| 15,5 % \| \| Транспорт та зв'язок \| 22,1 % \| 22,2 % \| \| Посередницькі фінансові послуги \| 3,4 % \| 3,4 % \| \| Послуги підприємствам \| 8,2 % \| 7,9 % \| \| Послуги фізичним особам \| 25,5 % \| 25,6 % \| \| Нерухомість та ін. \| 11,2 % \| 10,8 % \| \| Усього підприємств \| 12 729 \| 12 246 \| |         |         |
| Підприємства міста, що працюють у сфері послуг, за діяльністю |         |         |
| Рік | 2002 р. | 2001 р. |
| Гуртова торгівля | 14,4 %  | 14,6 %  |
| Готелі та готельний бізнес | 15,2 %  | 15,5 %  |
| Транспорт та зв'язок | 22,1 %  | 22,2 %  |
| Посередницькі фінансові послуги | 3,4 %   | 3,4 %   |
| Послуги підприємствам | 8,2 %   | 7,9 %   |
| Послуги фізичним особам | 25,5 %  | 25,6 %  |
| Нерухомість та ін. | 11,2 %  | 10,8 %  |
| Усього підприємств | 12 729  | 12 246  |

## Житловий фонд
У 2001 р. 3,4 % усіх родин (домогосподарств) мали житло метражем до 59 м2, 23,7 % — від 60 до 89 м2, 33,7 % — від 90 до 119 м2 і
39,3 % — понад 120 м2.

З усіх будівель у 2001 р. 76,5 % було одноповерховими, 21,1 % — двоповерховими, 2,1 % — триповерховими, 0,2 % — чотириповерховими, 0 % — з п'ятьма та більше поверхами.

## Автопарк
| \| Автомобілі, зареєстровані у місті, за призначенням \| Автомобілі, зареєстровані у місті, за призначенням \| Автомобілі, зареєстровані у місті, за призначенням \| \| Рік \| 2006 р. \| 2005 р. \| \| -------------------------------------------------- \| -------------------------------------------------- \| -------------------------------------------------- \| \| Приватні автомобілі \| 70,2 % \| 71,1 % \| \| Мотоцикли \| 8,6 % \| 7,9 % \| \| Вантажівки \| 17 % \| 16,9 % \| \| Трактори \| 0,8 % \| 0,8 % \| \| Автобуси та ін. \| 3,5 % \| 3,3 % \| \| Усього автомобілів \| 259 241 шт. \| 251 200 шт. \| |             |             |
| Автомобілі, зареєстровані у місті, за призначенням |             |             |
| Рік | 2006 р.     | 2005 р.     |
| Приватні автомобілі | 70,2 %      | 71,1 %      |
| Мотоцикли | 8,6 %       | 7,9 %       |
| Вантажівки | 17 %        | 16,9 %      |
| Трактори | 0,8 %       | 0,8 %       |
| Автобуси та ін. | 3,5 %       | 3,3 %       |
| Усього автомобілів | 259 241 шт. | 251 200 шт. |

## Вживання каталанської мови
У 2001 р. каталанську мову у місті розуміли 97,8 % усього населення (у 1996 р. — 98 %), вміли говорити нею 83 % (у 1996 р. — 83,6 %), вміли читати 81,6 % (у 1996 р. — 79,3 %), вміли писати 53,9 % (у 1996 р. — 49,9 %). Не розуміли каталанської мови 2,2 %.

## Політичні уподобання
У виборах до Парламенту Каталонії у 2006 р. взяло участь 1533 особи (у 2003 р. — 1566 осіб). Голоси за політичні сили розподілилися таким чином:
| \| Вибори до Парламенту Каталонії \| Вибори до Парламенту Каталонії \| Вибори до Парламенту Каталонії \| \| Рік \| 2006 р. \| 2003 р. \| \| -------------------------------------- \| ------------------------------ \| ------------------------------ \| \| Конвергенція та Єднання (CiU) \| 37,1 % \| 35,1 % \| \| Соціалістична партія Каталонії (PSC) \| 17,8 % \| 18,6 % \| \| Народна партія (PP) \| 9,8 % \| 11,6 % \| \| Ініціатива за зелену Каталонію (IC) \| 12,6 % \| 7,2 % \| \| Республіканська лівиця Каталонії (ERC) \| 17,7 % \| 26,5 % \| \| Громадянська партія (C's) \| 3,3 % \| 0 % \| \| Інші \| 1,6 % \| 1,1 % \| |         |         |
| Вибори до Парламенту Каталонії |         |         |
| Рік | 2006 р. | 2003 р. |
| Конвергенція та Єднання (CiU) | 37,1 %  | 35,1 %  |
| Соціалістична партія Каталонії (PSC) | 17,8 %  | 18,6 %  |
| Народна партія (PP) | 9,8 %   | 11,6 %  |
| Ініціатива за зелену Каталонію (IC) | 12,6 %  | 7,2 %   |
| Республіканська лівиця Каталонії (ERC) | 17,7 %  | 26,5 %  |
| Громадянська партія (C's) | 3,3 %   | 0 %     |
| Інші | 1,6 %   | 1,1 %   |

У муніципальних виборах у 2007 р. взяло участь 1604 особи (у 2003 р. — 1574 особи). Голоси за політичні сили розподілилися таким чином:
| \| Муніципальні вибори \| Муніципальні вибори \| Муніципальні вибори \| \| Рік \| 2007 р. \| 2003 р. \| \| -------------------------------------- \| ------------------- \| ------------------- \| \| Конвергенція та Єднання (CiU) \| 22,6 % \| 25,3 % \| \| Соціалістична партія Каталонії (PSC) \| 12 % \| 19,3 % \| \| Народна партія (PP) \| 7 % \| 16,6 % \| \| Ініціатива за зелену Каталонію (IC) \| 5,2 % \| 0 % \| \| Республіканська лівиця Каталонії (ERC) \| 18,5 % \| 32,1 % \| \| Громадянська партія (C's) \| 0 % \| 0 % \| \| Інші \| 34,7 % \| 6,7 % \| |         |         |
| Муніципальні вибори |         |         |
| Рік | 2007 р. | 2003 р. |
| Конвергенція та Єднання (CiU) | 22,6 %  | 25,3 %  |
| Соціалістична партія Каталонії (PSC) | 12 %    | 19,3 %  |
| Народна партія (PP) | 7 %     | 16,6 %  |
| Ініціатива за зелену Каталонію (IC) | 5,2 %   | 0 %     |
| Республіканська лівиця Каталонії (ERC) | 18,5 %  | 32,1 %  |
| Громадянська партія (C's) | 0 %     | 0 %     |
| Інші | 34,7 %  | 6,7 %   |